# 25018 Valbousquet
25018 Valbousquet este un asteroid din centura principală de asteroizi.

## Descriere
25018 Valbousquet este un asteroid din centura principală de asteroizi. A fost descoperit pe 24 august 1998 la Caussols în cadrul programului ODAS. Asteroidul prezintă o orbită caracterizată de o semiaxă mare de 2,57 ua, o excentricitate de 0,12 și o înclinație de 6,8° în raport cu ecliptica.